# Измаильская область

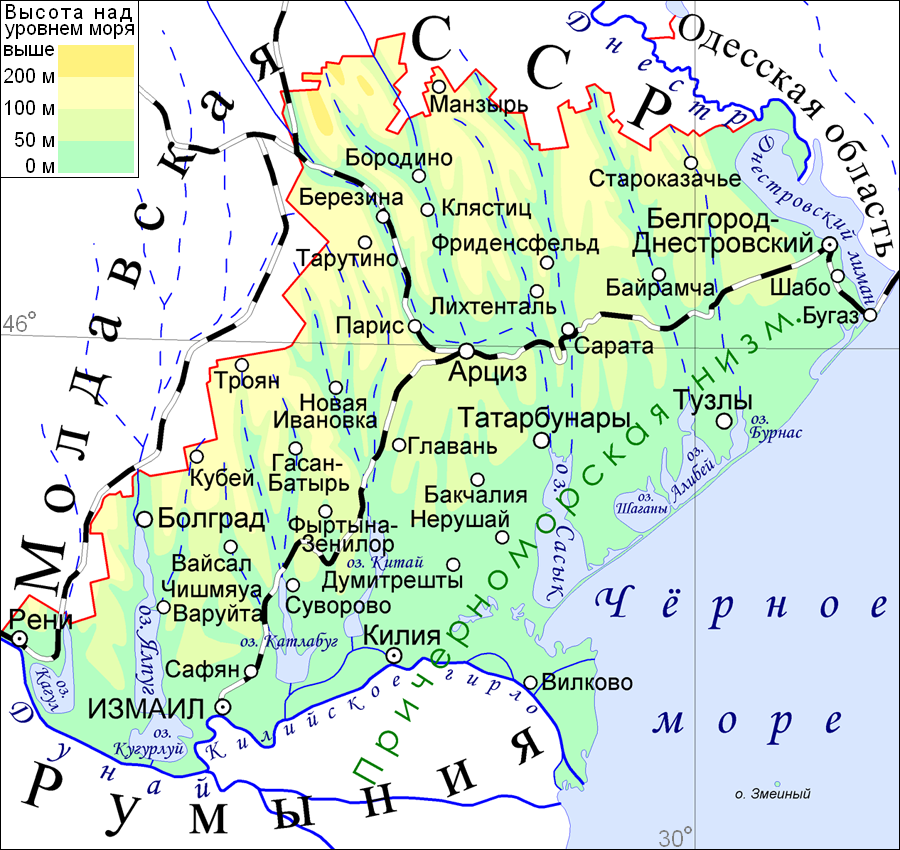
Карта Измаильской области

Измаи́льская область (укр. Ізмаїльська область) была образована в результате присоединения Бессарабии к СССР 7 августа 1940 как Аккерманская область (укр. Аккерманська область) с центром в городе Аккерман. 7 декабря 1940 Указом Президиума Верховного совета СССР переименована в Измаильскую, тем же указом областной центр был перенесён в Измаил. Занимала площадь 12,4 тыс. км², в основном соответствуя исторической области Буджак. Существовала до вхождения в состав Одесской области УССР — 15 февраля 1954 года.

## История
Образована в результате присоединения Бессарабии к СССР 7 августа 1940 года как Аккерманская область с центром в городе Аккерман. В области было 6 городов: Аккерман, Болград, Вилково, Измаил, Килия, Рени.
7 декабря 1940 года Указом Президиума Верховного совета СССР переименована в Измаильскую, тем же указом областной центр был перенесён в Измаил. 1 марта 1941 года Верховный Совет СССР утвердил переименование области.
19 июля 1941 территория Измаильской области была захвачена румынскими и немецкими войсками и до 25 августа 1944 года находилась под властью Румынии в составе Губернаторства Бессарабия.
Основой экономики Измаильской области были пищевая (в основном винодельческая, плодоконсервная и рыбная) промышленность, а также высокоинтенсивное сельское хозяйство: выращивание зерновых и овоще-бахчевых культур, винограда, хлопчатника, фруктов. Проводились опыты по выращиванию лимонов и инжира.
Упразднена Указом Президиума Верховного совета СССР от 15 февраля 1954 года, территория передана в состав Одесской области УССР. Спустя 2 месяца, 26 апреля Верховный Совет СССР утвердил ликвидацию области.
По мнению историка Александра Андрощука, Измаильская область была ликвидирована в результате проверки 1952—1953 годов, которая обнаружила много нарушений.

## Население и национальный состав
По румынской переписи 1930 года в пределах Измаильской области проживало 550 433 чел., из них русские 133 501 чел. (24,25 %), болгары — 122 530 (22,26 %), румыны (и молдаване) — 100 150 (18,19 %), украинцы — 81 767 (14,86 %), немцы —  60 881 (11,06 %), гагаузы — 21 593 (3,92 %), прочие — 12 373 (2,25 %). 
7 тыс. липован румынские власти выделили в отдельную категорию, хотя они фактически являются также русскими. 3 тыс. болгар села Вайсал (Васильевка) были записаны румынами. 
Немецкое население покинуло Бессарабию после её включения в состав СССР.

## Административное деление
Административно-территориальное деление Измаильской области — 13 районов:
1. Арцизский — город Арциз
2. Болградский — город Болград
3. Бородинский — село Бородино (Манзырский 11.11.1940 – 22.04.1941)
4. Килийский — город Килия
5. Лиманский — посёлок Шабо
6. Новоивановский — село Новая Ивановка
7. Ренийский — город Рени
8. Саратский — село Сарата
9. Староказацкий — село Староказачье
10. Суворовский — село Суворово (Измаильский 11.11.1940 – 22.02.1941)
11. Тарутинский — село Тарутино
12. Татарбунарский — посёлок Татарбунары
13. Тузловской — село Тузлы

## Главы области
Первые секретари Обкома КП(б) Украины:
- Овчаренко, Александр Михайлович (1940—1940)
- Кузнецов, Михаил Георгиевич (1940—1941)
- Горба, Василий Дементьевич (1944—1945)
- Тарасов, Степан Никонович (1945 — январь 1948)
- Мальцев, Михаил Матвеевич (январь 1948 — декабрь 1948)
- Грушевой, Константин Степанович (1948—1950)
- Федоров, Алексей Федорович (1950—1952)
- Новиков, Семен Михайлович (1952—1954)

Председатели Облисполкома:
- Михонько, Никита Ульянович (1940—1940)
- Куликов, Григорий Иванович (1940—1941, 1944—1945)
- Ананко, Константин Павлович (1945—1948)
- Гаркуша, Семен Кузьмич (1948—1949)
- Кузьменко, Михаил Григорьевич (1949—1952)
- Филиппов, Иван Маркелович (1952—1954)